# Долгое (озеро, Бурятия)
Долгое (Шилей) — озеро в Еравнинском районе Бурятии (Россия) в 20 км к юго-западу от села Сосново-Озерское. Вода имеет относительно высокую минерализацию — 1,8 г/л, уровень рН — 9,1. Из-за высокой концентрации солей и большого количества анионов хлора принимать эту воду внутрь не рекомендуется.
Щелочная реакция обусловлена очень высоким содержанием гидро карбонат-ионов (1132,16 мг/л). Вероятно, это объясняется влиянием карбонатных осадочных пород, довольно широко распространенных в Еравнинской котловине. В большом количестве присутствуют ионы хлора (717,51 мг/л) и натрия (200 мг/л). Вода имеет гидрокарбонатно-хлоридно-натриевый состав. Значительно содержание магния — 85,92 г/л, содержание калия и кальция ниже — 18,3 и 12,4 мг/л соответственно. Содержание кислорода, сероводорода, углекислого газа, сульфидов и нитратов низкое. Сульфаты отсутствуют.
Воды озера Долгое могут применяться как хлоридные натриевые ванны, вызывающие выраженные функциональные изменения в рецепторном аппарате кожи, в её клеточной структуре и сосудах; оказывают нормализующее влияние на функциональное состояние центральной нервной системы, обменные и иммунные процессы. Прием этих ванн может быть назначен при заболеваниях суставов (артрозов, межпозвонковом остеохондрозе и т. д.), при хронических заболеваниях органов желудочно-кишечного тракта, при хронической венозной недостаточности.
Щелочная среда способствует набуханию коллоидов кожи и омылению кожного сала, что повышает эластичность кожи. Этим можно объяснить благоприятное действие щелочных вод при некоторых кожных заболеваниях.